# F. C. Metalist Járkov

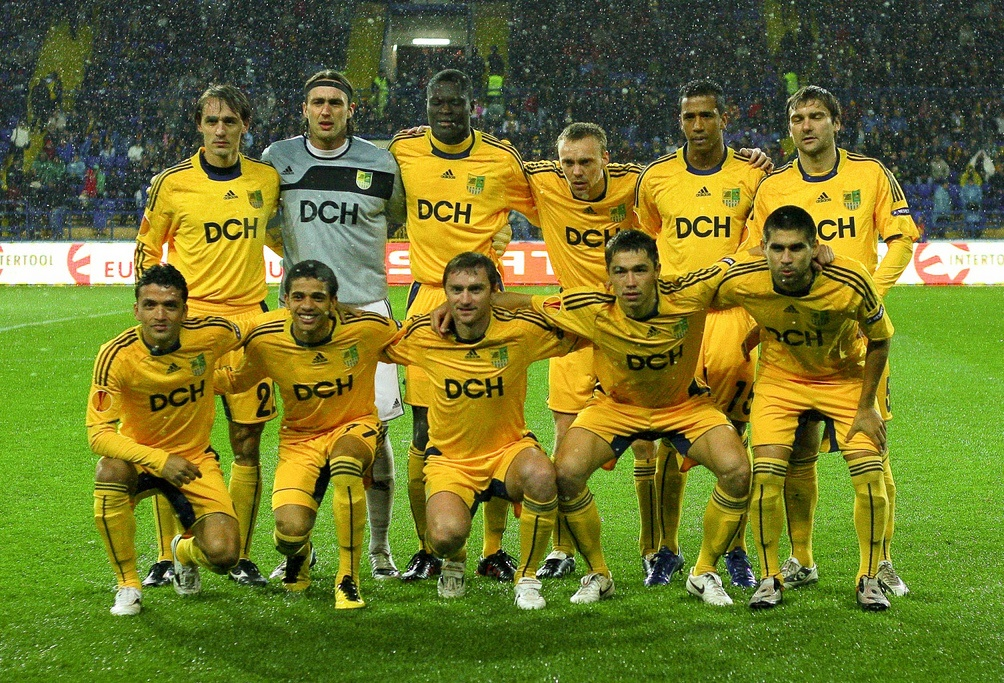
30 de septiembre de 2010.

El Fútbol Club Metalist Járkov (en ucraniano: ФК Металіст Харків; en ruso: Металлист Харьков) es un club de fútbol con sede en la ciudad de Járkov, Ucrania. Fundado en 1925, compitió en la Liga de la URSS y juega en la Primera Liga de Ucrania, la segunda división del país, a la que volvió en 2021 después de estar unos años en categorías inferiores, al ser refundado en 2016 por las deudas con los salarios de los jugadores.

## Historia

### Competiciones en la URSS
El equipo ha jugado con los siguientes nombres: KhPZ (1936-1946), Dzerzhinets (1947-1956), Avangard (1956-1965), Metallist (1965-1991) y FC Metalist (desde 1992). El FC Metalist Jarkiv fue inicialmente fundado en 1925, cuando un constructor local de trenes financió y permitió el uso de su terreno para crear un club de fútbol. Diez años más tarde, el club ganó el campeonato de la ciudad de Járkov, lo que permitió que acceder a la Copa de la URSS en la temporada siguiente. Después de la Segunda Guerra Mundial, el club volvió a jugar en las competiciones locales, promocionando en 1947 a la Segunda Liga Soviética B, aunque perdió la categoría tres temporadas más tarde.

### Inactividad en 2016 y nacimiento de dos clubes con nombres similares

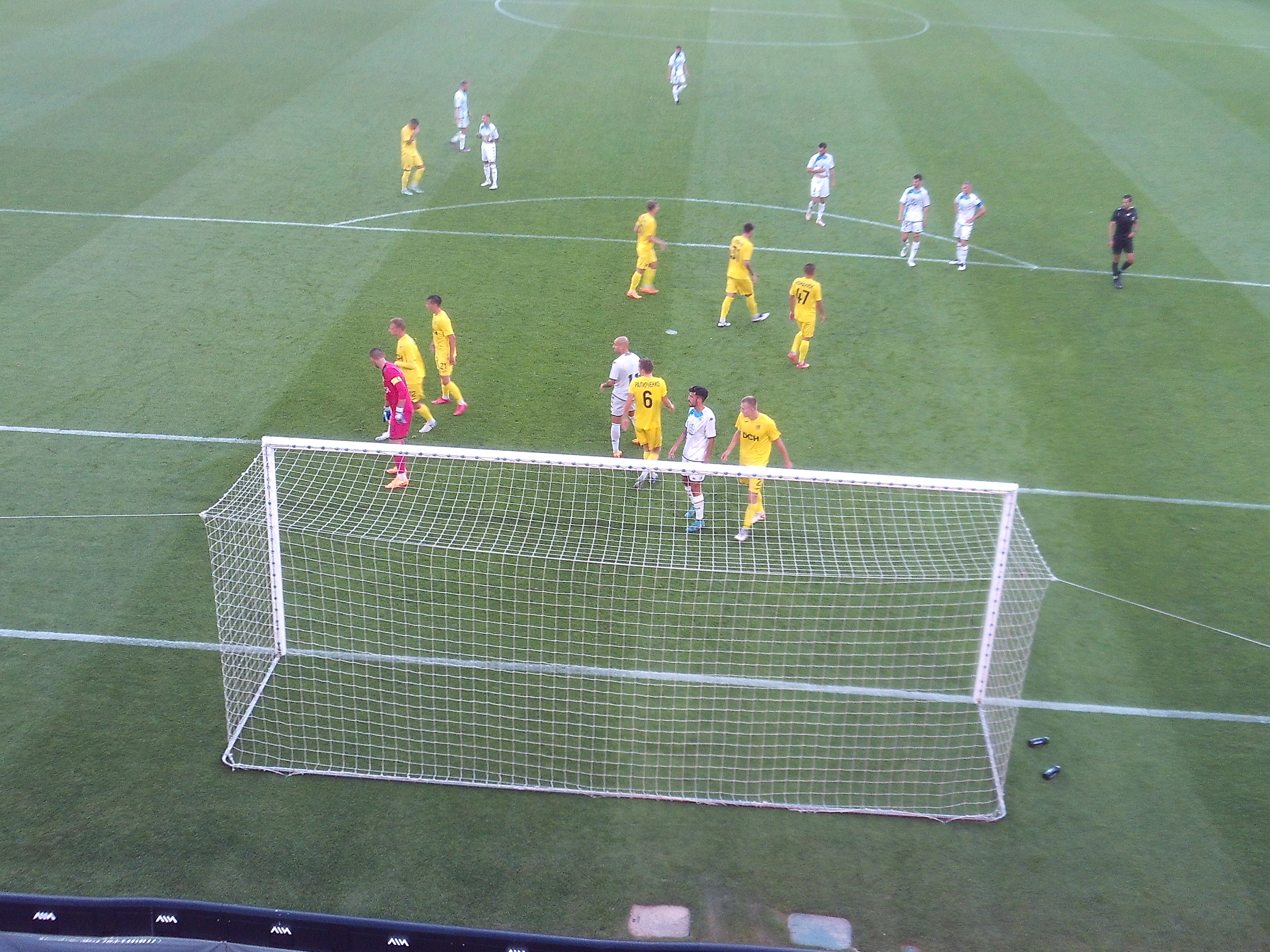
Partido disputado entre el Deportivo de La Coruña y el Metalist.

El Metalist Kharkiv fue excluido por la Liga Premier de Ucrania debido a las deudas que tenía el club en cuanto al salario de sus jugadores. El club apeló la decisión, pero la Federación de Fútbol de Ucrania la rechazó.
Tras la desaparición de Metalist Járkov en 2016, se crearon dos nuevos clubes en Járkov con variaciones del nombre del club Metalist. Desde julio de 2016, un equipo llamado "SK Metalist Kharkiv" ha estado jugando en el Kharkiv Oblast Championship, cuyo propietario es el expropietario del Metalist, Serhiy Kurchenko.
En agosto de 2016, otro club llamado "FC Metalist 1925 Kharkiv" comenzó a operar en la Liga de Fútbol Amateur de Ucrania con la intención declarada de competir en la Segunda Liga Ucraniana lo antes posible. "FC Metalist 1925 Kharkiv" es propiedad de una empresa no vinculada con el FC Metalist Járkov original.
En octubre de 2017, un tribunal ucraniano confiscó (el original) Metalist Járkov de Kurchenko y lo colocó bajo propiedad estatal. En ese momento el club no participó en ninguna competencia oficial autorizada.

## Estadio
El estadio Metalist, formalmente Oblasny SportKomplex (OSK) Metalist, es un recinto deportivo multiuso localizado en la ciudad de Járkov, en Ucrania. Actualmente se emplea para la práctica del fútbol, acogiendo los partidos como local del equipo de la ciudad FC Metalist Jarkiv, que es también el propietario de la instalación.
El estadio se inauguró en 1926, y en el año 2009 se terminó una importante renovación, pues el campo será una de las sedes de la Eurocopa 2012, compartida entre Ucrania y Polonia. Tras la remodelación, la capacidad del estadio es de 40.003 espectadores sentados.
En 2016 el equipo Shakhtar Donetsk evaluó la posibilidad de mudarse de la Arena Lviv de Leópolis al Estadio Metalist de Járkov.

## Palmarés

### UcraniaUcrania
Copa de Ucrania
- Subcampeón: 1992

### Unión Soviética
Copa de la URSS
- Campeón: (1): 1988
- Subcampeón: 1983

Supercopa de la URSS
- Subcampeón: 1988

Copa de la Federación Soviética
- Subcampeón: 1987

## Participación en competiciones de la UEFA
| Temporada | Torneo                | Ronda            | Club              | Casa          | Visita        | Global        |
| --------- | --------------------- | ---------------- | ----------------- | ------------- | ------------- | ------------- |
| 1988–89   | Cup Winners' Cup      | 1                | Borac Banja Luka  | 4–0           | 0–2           | 4–2           |
| 1988–89   | Cup Winners' Cup      | 2                | Roda JC           | 0–0           | 0–1           | 0–1           |
| 2007–08   | UEFA Cup              | 1                | Everton           | 2–3           | 1–1           | 3–4           |
| 2008–09   | UEFA Cup              | 1                | Beşiktaş J.K.     | 4–1           | 0–1           | 4–2           |
| 2008–09   | UEFA Cup              | Grupo B          | Hertha BSC        | 0–0           | —             | 1º            |
| 2008–09   | UEFA Cup              | Grupo B          | Galatasaray       | —             | 1–0           | 1º            |
| 2008–09   | UEFA Cup              | Grupo B          | Olympiacos        | 1–0           | —             | 1º            |
| 2008–09   | UEFA Cup              | Grupo B          | Benfica           | —             | 1–0           | 1º            |
| 2008–09   | UEFA Cup              | 1/16             | Sampdoria         | 2–0           | 1–0           | 3–0           |
| 2008–09   | UEFA Cup              | Octavos de final | Dynamo Kiev       | 3–2           | 0–1           | 3–3 (a)       |
| 2009–10   | UEFA Europa League    | Clasificatoria 3 | Rijeka            | 2–0           | 2–1           | 4–1           |
| 2009–10   | UEFA Europa League    | Play-off         | Sturm Graz        | 0–1           | 1–1           | 1–2           |
| 2010–11   | UEFA Europa League    | Play-off         | Omonia            | 2–2           | 1–0           | 3–2           |
| 2010–11   | UEFA Europa League    | Grupo I          | PSV               | 0–2           | 0–0           | 2º            |
| 2010–11   | UEFA Europa League    | Grupo I          | Sampdoria         | 2–1           | 0–0           | 2º            |
| 2010–11   | UEFA Europa League    | Grupo I          | Debrecen          | 2–1           | 5–0           | 2º            |
| 2010–11   | UEFA Europa League    | 1/16             | Bayer Leverkusen  | 0–4           | 0–2           | 0–6           |
| 2011–12   | UEFA Europa League    | Play-off         | Sochaux           | 0–0           | 4–0           | 4–0           |
| 2011–12   | UEFA Europa League    | Grupo G          | AZ                | 1–1           | 1–1           | 1º            |
| 2011–12   | UEFA Europa League    | Grupo G          | Austria Viena     | 4–1           | 2–1           | 1º            |
| 2011–12   | UEFA Europa League    | Grupo G          | Malmö FF          | 3–1           | 4–1           | 1º            |
| 2011–12   | UEFA Europa League    | 1/16             | Red Bull Salzburg | 4–0           | 4–1           | 8–1           |
| 2011–12   | UEFA Europa League    | Octavos de final | Olympiacos        | 0–1           | 2–1           | 2–2 (a)       |
| 2011–12   | UEFA Europa League    | Cuartos de final | Sporting CP       | 1–1           | 1–2           | 2–3           |
| 2012–13   | UEFA Europa League    | Play-off         | Dinamo București  | 2–1           | 2–0           | 4–1           |
| 2012–13   | UEFA Europa League    | Grupo K          | Bayer Leverkusen  | 2–0           | 0–0           | 1º Lugar      |
| 2012–13   | UEFA Europa League    | Grupo K          | Rosenorg          | 3–1           | 2–1           | 1º Lugar      |
| 2012–13   | UEFA Europa League    | Grupo K          | Rapid Viena       | 2–0           | 0–1           | 1º Lugar      |
| 2012–13   | UEFA Europa League    | 1/16             | Newcastle United  | 0–1           | 0–0           | 0–1           |
| 2013–14   | UEFA Champions League | Clasificatoria 3 | PAOK              | 1–1           | 2–0           | 3–1           |
| 2013–14   | UEFA Champions League | Play-off         | Schalke 04        | Descalificado | Descalificado | Descalificado |
| 2014–15   | UEFA Europa League    | Play-off         | Ruch Chorzów      | 0-0           | 1–0           | 1–0           |
| 2014–15   | UEFA Europa League    | Grupo L          | Legia Warsaw      | 0-1           | 1-2           | 4º Lugar      |
| 2014–15   | UEFA Europa League    | Grupo L          | Trabzonspor       | 1-2           | 1-3           | 4º Lugar      |
| 2014–15   | UEFA Europa League    | Grupo L          | KSC Lokeren       | 0-1           | 0-1           | 4º Lugar      |

## Estadísticas
A continuación se muestran los máximos goleadores y los jugadores con más partidos disputados en la historia del club:

### Máximos goleadores
| #  | Nombre             | Años            | Liga | Copa | Europa | Otros | Total |
| -- | ------------------ | --------------- | ---- | ---- | ------ | ----- | ----- |
| 1  | Marko Dević        | 2006–12 2013–14 | 84   | 4    | 10     | 0     | 98    |
| 2  | Nikolai Korolyov   | 1956–66         | 70   | 3    | 8      | 0     | 86    |
| 3  | Vladimir Linke     | 1976–85 1994–96 | 77   | 4    | 0      | 0     | 81    |
| 4  | Yuri Tarasov       | 1983–91 1993–94 | 61   | 11   | 2      | 0     | 74    |
| 5  | Nodar Bachiashvili | 1978–82         | 67   | 1    | 0      | 0     | 68    |
| 6  | Yuri Tsymbalyuk    | 1973–77 1981    | 52   | 4    | 0      | 0     | 56    |
| 7  | Oleksandr Karabuta | 1991–00         | 46   | 5    | 0      | 0     | 51    |
| 8  | Cleiton Xavier     | 2010–           | 38   | 10   | 0      | 0     | 48    |
| 9  | Stanislav Bernikov | 1977–83         | 37   | 4    | 0      | 0     | 41    |
| 10 | Sergey Melko       | 1974–75 1978–82 | 38   | 2    | 0      | 0     | 40    |

- Otros: Supercopa y Copa de la Federación Soviética

### Partidos disputados
| #  | Nombre              | Años                    | Liga | Copa | Europa | Otros | Total |
| -- | ------------------- | ----------------------- | ---- | ---- | ------ | ----- | ----- |
| 1  | Oleksandr Horyainov | 1993–95 1997–03 2005–   | 422  | 32   | 37     | 0     | 491   |
| 2  | Vladimir Linke      | 1976–85 1994–96         | 351  | 25   | 0      | 0     | 376   |
| 3  | Nikolai Korolyov    | 1956–66 1969            | 353  | 8    | 0      | 0     | 361   |
| 4  | Ivan Panchishin     | 1985–90 1992–94 1996–98 | 282  | 35   | 4      | 0     | 321   |
| 5  | Evgeniy Panfilov    | 1958–69                 | 312  | 8    | 0      | 0     | 320   |
| 6  | Yuri Sivuha         | 1976 1979–88            | 268  | 38   | 2      | 0     | 308   |
| 7  | Aleksandr Savchenko | 1965–73                 | 260  | 15   | 0      | 0     | 275   |
| 8  | Viktor Aristov      | 1967–73                 | 254  | 16   | 0      | 0     | 270   |
| 9  | Papa Gueye          | 2006–                   | 206  | 14   | 49     | 0     | 269   |
| 10 | Alexander Kosolapov | 1974–78 1980–83         | 249  | 17   | 0      | 0     | 266   |

- Otros: Supercopa y Copa de la Federación Soviética

## Entrenadores
- Oleksandr Ponomarov (1960–61)
- Viktor Zhylin (1962–63)
- Yevgeni Yeliseyev (1965–66)
- Viktor Kanevskyi (1968–71)
- Viktor Terentiev (1972)
- Yuriy Voynov (1972–73)
- Oleg Oshenkov (1975–76)
- Yevhen Lemeshko (1977–88)
- Leonid Tkachenko (1984–??)
- Oleksandr Dovbiy (1990–91)
- Viktor Aristov (1993)
- Oleksandr Dovbiy (1994)
- Mykhaylo Fomenko (1996 – 2000)
- Oleksandr Dovbiy (1999–2000)
- Mykhaylo Fomenko (2001 – 2002)
- Hennadiy Lytovchenko (2003 – 2004)
- Oleksandr Zavarov (2005)
- Myron Markevych (2005 – 2014)
- Ihor Rakhayev (2014 – 2015)
- Oleksandr Sevidov (2015 – 2016)
- Oleksandr Pryzetko (interino) (2016)
- Oleksandr Kucher (2020)